# Strigoplus guizhouensis
Strigoplus guizhouensis är en spindelart som beskrevs av Song 1990. Strigoplus guizhouensis ingår i släktet Strigoplus och familjen krabbspindlar. Inga underarter finns listade i Catalogue of Life.